# Gora Inostranceva
Gora Inostranceva (englische Transkription von russisch Гора Иностранцева Gora Inostranzewa) ist ein Hügel im ostantarktischen Mac-Robertson-Land. Er ragt in der Athos Range der Prince Charles Mountains auf.
Russische Wissenschaftler benannten ihn. Der Namensgeber ist der russische Geologe Alexander Alexandrowitsch Inostranzew (1843–1919).